# جیمز کایسون

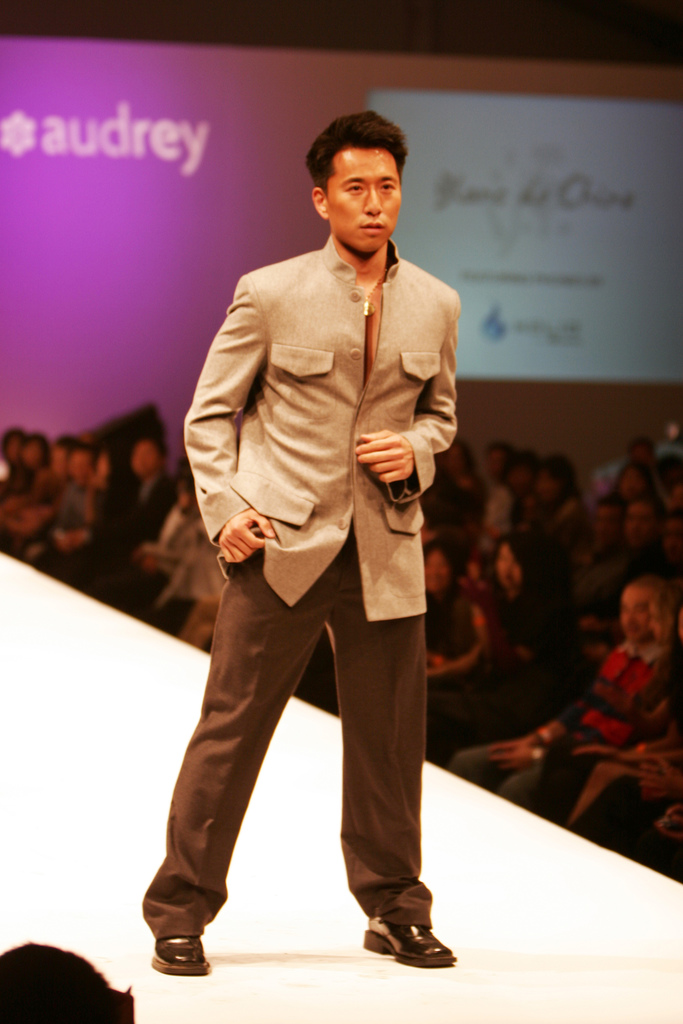
نگاره‌ای از جیمز کایسون، هنرمند اهل آمریکا - ۲۰۰۷

جیمز کایسون (انگلیسی: James Kyson؛ زادهٔ ۱۳ دسامبر ۱۹۷۵) هنرپیشه، بازیگر تئاتر، بازیگر تلویزیون، بازیگر سینما، و صدا پیشه اهل ایالات متحده آمریکا است.
از فیلم‌ها یا برنامه‌های تلویزیونی که وی در آن نقش داشته‌است می‌توان به قهرمان‌ها، آلیاس، هاوایی فایو-زیرو، مصاحبه، شاتر، گرگینه‌ها و واعظ اشاره کرد.